# C.J. McCollum

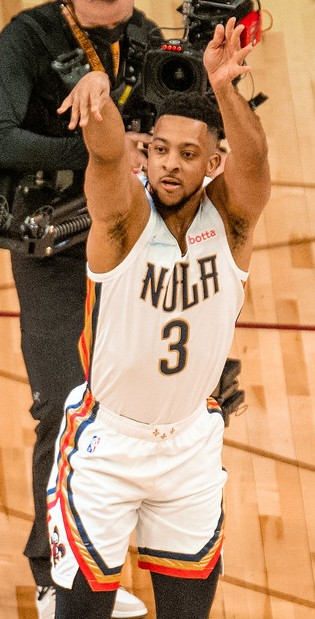
C.J. McCollum, 2022.

Christian James "C.J." McCollum, född 19 september 1991 i Canton i Ohio, är en amerikansk professionell basketspelare (SG) som spelar för Washington Wizards i National Basketball Association (NBA). Han har tidigare spelat för Portland Trail Blazers och New Orleans Pelicans.
McCollum vann NBA Most Improved Player Award för säsongen 2015–2016.
Han draftades av Portland Trail Blazers i första rundan i 2013 års draft som tionde spelare totalt.
Innan McCollum blev proffs studerade han vid Lehigh University och spelade för deras idrottsförening Lehigh Mountain Hawks.